# Toccata (film)
Toccata – polski film z 1983 roku w reżyserii Aleksandra Kuca.

## Fabuła
Spór pomiędzy dwójką starych braci, mieszkającymi razem.

## Obsada
- Ryszard Szczyciński
- Ewa Dałkowska jako Zofia
- Elżbieta Kilarska jako zakonnica dyrygująca chórem
- Jerzy Nowak jako Roman, brat Jana
- Zygmunt Hübner jako Jan

## Nagrody
- 1984 – Brązowe Lwy Gdańskie - Aleksander Kuc - Nagroda za najlepszy scenariusz